# One Dollar
One Dollar  – amerykański internetowy serial telewizyjny wyprodukowany przez Anonymous Content oraz CBS Television Studios, którego pomysłodawcą jest Jason Mosberg. Serial jest emitowany od 30 sierpnia 2018 roku przez CBS All Access.

## Obsada

### Główna
- John Carroll Lynch jako Bud Carl[2]
- Nathaniel Martello-White jako Jake Noveer[2]
- Philip Ettinger jako Garrett Drimmer[2]
- Christopher Denham jako Peter Trask[2]
- Kirrilee Berger jako Danielle "Dannie" Furlbee[2]
- Joshua Bitton jako Chewy[3]
- Níkẹ Uche Kadri jako Rook[3]
- Gracie Lawrence jako Julie Gardner[2]
- Hamilton Clancy jako Tom[3]

### Role drugoplanowe
- Sturgill Simpson jako Ken Fry[2]
- Ashlie Atkinson jako Terri Mitchell[3]
- Leslie Odom Jr. jako Randall Abatsy[2]
- Jeff Perry jako Charles Wyler[2]
- Aleksa Palladino jako Chelsea Wyler[4]

## Odcinki
| Sezon | Odcinki | Oryginalna emisja w CBS All Access | Oryginalna emisja w CBS All Access |
| Sezon | Odcinki | Premiera sezonu                    | Finał sezonu                       |
| ----- | ------- | ---------------------------------- | ---------------------------------- |
| 1     | 10      | 30 sierpnia 2018                   | 2018                               |

### Sezon 1 (2018)
| Nr | Tytuł           | Reżyseria   | Scenariusz                                               | Premiera w CBS All Access |
| -- | --------------- | ----------- | -------------------------------------------------------- | ------------------------- |
| 1  | Garrett Drimmer | Craig Zobel | Jason Mosberg                                            | 30 sierpnia 2018          |
| 2  | Ken Fry         | Craig Zobel | Jason Mosberg, Ann Packer, Rafael Yglesias               | 6 września 2018           |
| 3  | Carol Seerveld  | Craig Zobel | Jason Mosberg, Ann Packer, Rafael Yglesias               | 13 września 2018          |
| 4  | Chelsea Wyler   | Craig Zobel | Ann Packer, Rafael Yglesias                              | 20 września 2018          |
| 5  | Jenny Ludlow    | Craig Zobel | Ann Packer, Rafael Yglesias                              | 27 września 2018          |
| 6  | Wilson Furlbees | Craig Zobel | Graham Gordy, Ann Packer                                 | 4 października 2018       |
| 7  | Cooper Shaw     | Craig Zobel | Jason Mosberg, Ann Packer, Rafael Yglesias, Graham Gordy | 11 października 2018      |
| 8  | Dante Jenkins   | Craig Zobel | Graham Gordy                                             | 18 października 2018      |
| 9  | Rick Mitchell   | Craig Zobel | Rafael Yglesias                                          | 25 października 2018      |
| 10 | Jake Noveer     | Craig Zobel | Graham Gordy                                             | 1 listopada 2018          |

## Produkcja
1 sierpnia 2017 roku, stacja CBS All Access ogłosiła zamówienie pierwszego sezonu serialu. W marcu 2018 roku, ogłoszono obsadę serialu. Philip Ettinger, Christopher Denham, Nathaniel Martello-White, Kirrilee Berger, Gracie Lawrence, Jeff Perry, Leslie Odom Jr, Sturgill Simpson, Nike Kadri, Joshua Bitton, Hamilton Clancy oraz Ashlie Atkinson dołączyli do obsady.
W kolejnym miesiącu poinformowano, że Aleksa Palladino otrzymała rolę powracającą w serialu.